# Taraclia de Salcie
Taraclia de Salcie è un comune della Moldavia situato nel distretto di Cahul di 1.724 abitanti al censimento del 2004.